# NGC 3913
NGC 3913 في الفهرس العام الجديد، هي مجرة، تقع في كوكبة الدب الأكبر. اكتشفت في 1789 بواسطة ويليام هيرشل.

## روابط خارجية
- NGC 3913 على موقع ويكي سكاي: DSS2, SDSS, GALEX, IRAS, Hydrogen α, X-Ray, Astrophoto, Sky Map, Articles and images